# لی دو یوپ
لی دو یوپ (کره‌ای: 이도엽؛ زادهٔ ۱۱ آوریل ۱۹۷۲) بازیگر و کارگردان نمایش اهل کره جنوبی است. او به عنوان بازیگر نقش مکمل در فیلم‌ها و مجموعه‌های تلویزیونی مختلفی ایفای نقش کرده‌است. او به خاطر ایفای نقش در مجموعه‌های تلویزیونی همچون شکارچیان شگفت‌انگیز، ران آن و دهکده ساحلی چاچاچا شناخته می‌شود.

## فیلم‌شناسی

### مجموعه‌های تلویزیونی
| سال  | عنوان                    | عنوان                        | نقش                    | توضیحات  |
| سال  | فارسی                    | کره‌ای                        | نقش                    | توضیحات  |
| ---- | ------------------------ | ---------------------------- | ---------------------- | -------- |
| ۲۰۲۲ | نیروهای امداد            | 소방서 옆 경찰서             | متیو هوا               | اس‌بی‌اس   |
| ۲۰۲۲ | زنان کوچک                | 작은 아씨들                  | وون کی سون             | تی‌وی‌ان   |
| ۲۰۲۲ | آداماس                   | 아다마스                     | مرد مرموز              | تی‌وی‌ان   |
| ۲۰۲۱ | Armored Saurus           | 아머드사우루스               | فرمانده چوی چول        | اس‌بی‌اس   |
| ۲۰۲۱ | حالا داریم بهم می‌زنیم    | 지금, 헤어지는 중입니다      | چوی کیونگ چان          | اس‌بی‌اس   |
| ۲۰۲۱ | دهکده ساحلی چاچاچا       | 갯마을 차차차                | کیم وو سوک (پسر گام‌ری) | تی‌وی‌ان   |
| ۲۰۲۰ | ران آن                   | 런 온                        | کمیته ورزشی            | جی‌تی‌بی‌سی |
| ۲۰۲۰ | شکارچیان شگفت‌انگیز       | 경이로운 소문                | جو ته شین              | اوسی‌ان   |
| ۲۰۱۹ | نواقص عشق                | 하자있는 인간들              | پدر جو سو یون          | ام‌بی‌سی   |
| ۲۰۱۹ | گو هه ریونگ مورخ تازه‌کار | 신입사관 구해령              | شیم گوم یول            | ام‌بی‌سی   |
| ۲۰۱۹ | به آرامی ذوبم کن         | 날 녹여주오                  | بزرگسالی بک یونگ تاک   | تی‌وی‌ان   |
| ۲۰۱۹ | بازمانده برگزیده: ۶۰ روز | ۶۰일, 지정생존자             | آن سه یونگ             | تی‌وی‌ان   |
| ۲۰۱۹ | هه‌چی                     | 해치                         | جو هیون میونگ          | اس‌بی‌اس   |
| ۲۰۱۸ | عشق جادوگر               | 마녀의 사랑                  |                        | ام‌بی‌ان   |
| ۲۰۱۷ | دفترچه زندان             | 슬기로운 감빵생활            | دو بوجانگ              | تی‌وی‌ان   |
| ۲۰۱۷ | سزاوار نام               | 명불허전                     | پدر اوهارا             | تی‌وی‌ان   |
| ۲۰۱۷ | شریک مشکوک               | 수상한 파트너                | بونگ هی بو             | اس‌بی‌اس   |
| ۲۰۱۷ | تن به تن                 | 맨투맨                       | پی‌دی چوی               | جی‌تی‌بی‌سی |
| ۲۰۱۷ | تاریخ کره                | 한국사기                     |                        | کی‌بی‌اس۱  |
| ۲۰۱۶ | به عشق گوش بده           | 이번 주 아내가 바람을 핍니다 | هیون چان               | جی‌تی‌بی‌سی |
| ۲۰۱۶ | حسادت آشکار              | 질투의 화신                  | معلم هوم‌روم            | اس‌بی‌اس   |
| ۲۰۱۶ | سیگنال                   | 시그널                       | کیم جونگ جه            | تی‌وی‌ان   |
| ۲۰۱۵ | اوه روح من               | 오 나의 귀신님               | صاحب پانسیون           | تی‌وی‌ان   |
| ۲۰۱۵ | شش اژدهای پرنده          | 육룡이 나르샤                | پادشاه گوریو گونگ یانگ | اس‌بی‌اس   |
| ۲۰۱۲ | پیشگوی بزرگ              | 대풍수                       | لی کانگ دال            | اس‌بی‌اس   |
| ۲۰۱۱ | مشکلی نیست دختر بابا     | 괜찮아, 아빠딸               |                        | اس‌بی‌اس   |
| ۲۰۱۰ | مامان لبخند بزن          | 웃어요, 엄마                 | همسر سابق یون می جو    | اس‌بی‌اس   |
| ۲۰۱۰ | شمشیر پرستاره فصل ۲      | 별순검 시즌 ۲                |                        | ام‌بی‌سی   |
| ۲۰۱۰ | همه چیز دربارهٔ ازدواج    | 결혼해주세요                 | دونگ هیوک              | کی‌بی‌اس۲  |
| ۲۰۱۰ | ماهی طلایی               | 황금물고기                   |                        | ام‌بی‌سی   |
| ۲۰۰۸ | بازگشت ایلجیما           | 일지매                       |                        | اس‌بی‌اس   |
| ۲۰۰۸ | عشق متوقف نمی‌شود         | 사랑은 쉬지 않는다           | عاشق قدیمی             | کی‌بی‌اس۲  |